# バスケットボールラトビア代表
バスケットボールラトビア代表（ラトビア語: Latvijas basketbola izlase, 英語: Latvian national basketball team）は、ラトビアバスケットボール連盟によって国際大会に派遣されるラトビアのバスケットボールのナショナルチームである。

## 歴史
1935年に欧州連盟に参加し、第1回ユーロバスケットで優勝。以後もリトアニアと覇権を争った。
1940年にソビエト連邦に併合された後は、ウリャーナ・セミョーノヴァらを輩出した。
1991年に独立し再びナショナルチームを設立。
2017年のユーロバスケットでは、クリスタプス・ポルジンギスを中心に据えたロスターで出場し、5位と躍進するも、2022年ユーロバスケット予選ではNBAでプレイするポルジンギスやダービス・ベルターンス、ユーロリーグに所属する主力選手を招集することができず、予選敗退となり10大会連続の出場を逃した。
2022年11月12日、2023年FIBAバスケットボールワールドカップヨーロッパ予選のギリシャ戦で80-60のスコアで勝利し、史上初となるワールドカップ出場を決めた。
2023年FIBAバスケットボールワールドカップでは大躍進を見せ5位入賞という成績を残す。大会での結果によりオリンピック予選に回ることとなった。
2024年パリオリンピック予選は地元リガでの開催となった。ポルジンギスはNBAファイナルで負傷した為、ロスターには選出されなかった。グループステージ初戦のジョージア戦は83-55のスコアで圧勝するも、2戦目のフィリピン戦は80-89のスコアで敗れた。決勝トーナメントでは、準決勝のカメルーン戦を72-59のスコアで勝利し決勝進出するも、決勝のブラジル戦では69-94のスコアで敗れてオリンピック出場を逃した。

## 主な国際大会成績
- 夏季オリンピック
  - 1936年 － 15-18位
- 世界選手権
  - 2023年 － 出場予定
- ユーロバスケット
  - 優勝：1935年

## 現在の代表選手
2024年パリオリンピック予選のロスター
- ロディオンス・クルークス
- マレクス・メジェリス
- ダービス・ベルターンズ
- ダイリース・ベルターンズ
- ヤニス・ティマ
- ロランツ・スミツ
- アルツルス・ストラウティンス
- ヤニス・ストレルニエクス
- クラヴス・チャバルス
- リハルズ・ロマーシュ
- アルツルス・ザガルス
- クリステルス・ゾリクス

## 歴代代表選手
- アンドリス・ビエドリンシュ
- クリスタプス・ポルジンギス
- ダービス・ベルターンス
- ロディオンス・クルークス
- アンジェス・パセチニクス

## 歴代ヘッドコーチ
- アイナルス・バガツキス (2010-2017)
- ルカ・バンキ(2021-)